# سرباز (إيران)
سرباز (بالفارسية: سرباز) هي مدينة تقع في إيران في Sarbaz District. يقدر عدد سكانها بـ 1,047 نسمة .